# Без медведей
«Без медведей» — драматический фильм иранского режиссёра Джафара Панахи, рассказывающий о цензуре в Иране. Панахи в нём сыграл самого себя. Премьера состоялась в сентябре 2022 года на 79-м Венецианском кинофестивале, где картина получила специальный приз жюри.

## Сюжет
Главный герой картины — сам режиссёр Джафар Панахи, которому запрещено снимать кино и покидать Иран. Сняв комнату в деревне Джабан на границе с Турцией, он создаёт полудокументальный фильм о супругах Бахтияре и Заре, которые пытаются достать фальшивые паспорта и эмигрировать. У Зары паспорт уже есть, а у Бахтияра — нет. Тем временем в Джабане разворачивается история любви Солдуза и Гозаль, причём старейшины против, так как Гозаль сразу после её рождения пообещали Якубу. Местные жители подозревают, что Солдуз и Гозаль случайно попали в кадр, когда Панахи фотографировал деревню.
Бахтияр говорит Заре, что достал паспорт и для себя. Когда влюблённые прощаются в Турции перед тем, как порознь отправиться в Париж, Зара вдруг заявляет в камеру, что Бахтияр ей солгал: паспорта у него нет. На следующий день выясняется, что она покончила с собой. Панахи приходится покинуть Джабан, так как скандал вокруг его фотографий привлёк внимание Корпуса стражей исламской революции. Уезжая, он узнаёт, что Солдуза и Гозаль застрелили, когда они пытались пересечь границу.
Название фильма связано со слухами о том, что вокруг Джабана ходят медведи. Один из местных жителей объясняет Панахи, что никаких медведей нет: эти слухи распускают власти и контрабандисты, чтобы заставить крестьян сидеть дома. Эта история становится «метафорой несвободы, надуманным ограничением, которое вселяет страх».

## В ролях
- Джафар Панахи — в роли самого себя
- Насер Хашеми — староста деревни
- Фахид Мобашери — Ханбар
- Бахтияр Панджеи — Бахтияр
- Мина Кавани — Зара
- Реза Хейдари — Реза
- ДЖавад Сияхи — Якуб
- Амир Давари — Солдуз
- Дарья Олеи — Гозаль

## Релиз и оценки
Премьерный показ «Нет медведей» состоялся в сентябре 2022 года на 79-м Венецианском кинофестивале. Режиссёр тогда находился в тюрьме у себя на родине Картина получила специальный приз жюри и благожелательные отзывы критиков. Антон Долин так оценил картину: «Потрясающий Джафар Панахи сделал трагический фильм. В этом сегодня не читается ни игры, ни позы. Только реальность, которую режиссер будто пытается изменить и/или отменить, но признает своё бессилие. Фильм (этого жуткого) года».
В том же месяце «Без медведей» показали на кинофестивале в Торонто, в октябре того же года — в Чикаго и Вальядолиде. В Чикаго фильм получил награду «За кинематографическую храбрость».
Обозреватель «Фильм.ру» Максим Ершов отметил, что «появление автора в кадре вносит ироничную интонацию и снижает градус трагедии, потому что иначе картина казалась бы и вовсе невыносимой и беспросветной». Для этого рецензента «Без медведей» — «минималистичное и разговорное кино о невозможности быть собой в недемократической стране», основанное на иранских реалиях, но понятное любому зрителю, сталкивавшемуся с запретами и репрессиями. На сайте-агрегаторе отзывов Rotten Tomatoes картина получила рейтинг 99% при средней оценке 8,5 из 10.